# Élie dans le désert
Élie dans le désert est une peinture à l'huile sur panneau du peintre italien Daniele da Volterra, qu'il réalise entre 1543 et 1547. Depuis 2018 elle fait partie, avec le Massacre des Innocents du même auteur, des collections du musée des Offices de Florence.

## Histoire et description
Selon l'Elogio de Benedetto Falconcini, le tableau était dans la maison des descendants du peintre à Volterra en 1772, il passa ensuite avec la Vierge à l'Enfant, Saint Jean-Baptiste enfant et Sainte Barbara en héritage aux comtes Pannocchieschi d'Elci. Soumis à des restrictions à l'exportation depuis 1979, il a été acheté par l'État italien en 2018 et est maintenant conservé à la Galerie des Offices à Florence.
Daniele da Volterra est de nos jours surtout connu pour avoir effectué des repeints de toges et de culottes sur les figures nues de la chapelle Sixtine, à la suite d'un édit du concile de Trente.
Élie dans le désert est l'une des rares (moins de dix) peintures de l'artiste à avoir survécu. Elle montre nettement l'influence des corps de son maître et ami Michel-Ange sur son style, également marqué par ses innovations dans la Chapelle Sixtine et dans le Jugement Dernier. L'iconographie présente le prophète Élie en méditation sur le pain que lui apporte le corbeau et sur la cruche de vin, des anticipations eucharistiques.